# 7월 17일
7월 17일은 그레고리력으로 198번째(윤년일 경우 199번째) 날에 해당한다.

## 사건
- 1948년 - 대한민국의 헌법이 공포되다.
- 1981년 - 하얏트 리젠시 호텔 고가 통로 붕괴 사고 발생.
- 1996년 - 트랜스월드 항공 800편 추락 사고: 뉴욕 존 F. 케네디 국제공항을 출발, 파리 샤를 드 골 국제공항으로 향하던 TWA 800편이 연료탱크 합선으로 공중폭발해 탑승자 230명 전원이 사망하다
- 2007년- 브라질 상파울루 구아룰류스 국제공항에서 탐(TAM) 항공사 소속 여객기 충돌 사고가 일어나 탑승객 전원을 비롯한 250여 명이 사망하다.
- 2009년 - 인도네시아 자카르타에서 리츠칼튼 호텔과 메리어트 호텔인근에 폭탄테러가 발생에 9명이 사망하고, 50명이 부상을 입었다.
- 2010년 - 현무-3 순항미사일 실전 배치.
- 2014년
  - 광주광역시 소방 헬리콥터 추락 사고: 세월호 수색작업에 참여한 강원도 특수구조단 소속 유로콥터 AS365 돌핀(AS365 N3) 헬리콥터가 대한민국 광주광역시 광산구 장덕동에 추락, 5명이 사망하고 1명이 부상당하다.
  - 말레이시아 항공 17편: 네덜란드 암스테르담 스키폴 국제공항을 출발, 말레이시아 쿠알라룸푸르 국제공항으로 향하던 MH17편 보잉 777-200ER기가 우크라이나 도네츠크주 근처에서 격추, 탑승자 298명 전원이 사망하다
  - 부산광역시 도시철도 1호선 시청역에 진입 중인 전동차에서 화재가 발생하다.
- 2015년 - 여수 조선소에 폭발사고가 일어나다.

## 문화
- 1955년 - 디즈니랜드가 캘리포니아주 애너하임에서 처음으로 개장했다.
- 1989년 - 미국의 다목적 스텔스기 B-2 스피릿이 첫 비행에 성공했다.
- 1994년 - 미국에서 열렸던 제 15회 FIFA 월드컵 대회가 브라질의 통산 4번째 우승으로 막을 내렸다.
- 2008년 - 대한민국에서 제헌절이 공휴일에서 제외되었다.

## 탄생
- 1729년 - 프랑스의 해군 제독 피에르 앙드레 드 쉬프렌. (~1788년)
- 1796년 - 프랑스의 화가 장바티스트 카미유 코로. (~1875년)
- 1831년 - 청나라의 제9대 황제 함풍제. (~1861년)
- 1846년 - 일본 에도 막부의 14대 쇼군 도쿠가와 이에모치. (~1866년)
- 1858년 - 대한제국의 관료 이완용. (~1926년)
- 1903년 - 대한민국의 기업인 장학엽. (~1985년)
- 1905년 - 미국의 저널리스트 에드거 스노. (~1972년)
- 1909년 - 대한민국의 작곡가, 지휘자, 피아니스트 이흥렬. (~1980년)
- 1917년 - 미국의 야구인 루 부드로. (~2001년)
- 1918년 - 조선민주주의인민공화국의 군인 최광. (~1997년)
- 1920년
  - 미국의 물리학자 고든 굴드. (~2005년)
  - 스페인의 출신 전 IOC 위원장 후안 안토니오 사마란치. (~2010년)
- 1929년 - 그리스의 신학자 소티리오스 트람바스. (~2022년)
- 1934년 - 일본의 야구 선수 다도코로 젠지로. (~2021년)
- 1935년
  - 캐나다의 배우 도널드 서덜랜드. (~2024년)
  - 미국의 음악가 피터 시컬리. (~2024년)
- 1938년 - 대한민국의 연출감독 장형일. (~2013년)
- 1939년 - 이탈리아의 가수 밀바. (~2021년)
- 1941년
  - 일본의 전 야구 선수, 현 야구 지도자 다카기 모리미치. (~2020년)
  - 소련 태생 미국의 리 하비 오스월드의 아내 출신 여성자 마리나 오스월드 포터.
- 1946년 - 대한민국의 성우 김세한.
- 1947년 - 영국의 찰스 왕세자의 배우자 영국 왕비 카밀라.
- 1950년 - 대한민국의 권투 선수 임재근.
- 1951년 - 대한민국의 성우 오세홍. (~2015년)
- 1952년 - 미국의 배우 데이비드 해셀호프.
- 1954년 - 독일의 정치인 앙겔라 메르켈.
- 1955년 - 대한민국의 소설가 양귀자.
- 1958년 - 홍콩의 영화 감독 왕자웨이.
- 1959년 - 그리스의 정치인 콘스탄티노스 타술라스.
- 1960년 - 홍콩의 배우, 무술가 로빈 쇼우.
- 1961년 - 대한민국의 전 야구 선수, 현 투수코치 및 해설가 윤석환.
- 1963년 - 프랑스의 스키점프 선수 마티 뉘캐넨. (~2019년)
- 1966년 - 대한민국의 가수 박준하.
- 1967년 - 대한민국의 야구 선수 출신 범죄자 이호성. (~2008년)
- 1968년 - 미국의 배우 비티 슈람.
- 1969년
  - 대한민국의 아나운서 최영주.
  - 오스트레일리아의 배우 제이슨 클라크.
  - 프랑스계 대한민국의 방송인 겸 대학 교수 이다 도시.
- 1970년 - 대한민국의 배우 장현성.
- 1971년 - 캐나다의 저널리스트, 작가 코리 닥터로.
- 1972년 - 네덜란드의 전 축구 선수 야프 스탐.
- 1973년
  - 대한민국의 래퍼 정재용 (DJ DOC).
  - 대한민국의 아나운서 김희수.
  - 일본의 희극인 고사카 다이마오.
- 1974년
  - 대한민국의 야구 선수 이동욱.
  - 아르헨티나의 축구 선수 클라우디오 로페스.
- 1975년
  - 영국의 가수 M.I.A..
  - 벨기에의 배우 세실 드 프랑스.
  - 스페인의 배우 엘레나 아나야.
  - 호주의 수학자 테런스 타오.
  - 미국의 프로레슬링 선수 데프니. (~2021년)
- 1976년
  - 스웨덴의 축구 선수 안데르스 스벤손.
  - 미국의 컨트리 가수 루크 브라이언.
  - 스페인의 축구 선수 마르코스 세나.
  - 보스니아의 배우 미라이 그르비치.
- 1977년 - 대한민국의 야구 선수 이준.
- 1978년
  - 프랑스의 영화감독 쥐스틴 트리에.
  - 브라질의 전 종합격투기 선수 히카르두 아로나.
- 1979년
  - 대한민국의 희극인 안일권.
  - 독일의 스케이팅 선수 로빈 숄코비.
- 1980년 - 미국의 전 아이스하키 선수 라이언 밀러.
- 1981년
  - 대한민국의 희극인 김원효.
  - 프랑스의 배우 멜라니 티에리.
- 1982년 - 대한민국의 전직 축구 선수 박성호.
- 1983년
  - 대한민국의 배우 김진우.
  - 중국의 싱어송라이터 쉐즈첸.
- 1984년 - 대한민국의 아나운서 김솔희.
- 1985년
  - 대한민국의 야구 선수 오현택.
  - 대한민국의 야구 선수 이정동.
  - 대한민국의 야구 선수 임훈.
- 1986년
  - 대한민국의 가수 다나 (천상지희 더 그레이스).
  - 대한민국의 축구 선수 송제헌.
  - 대한민국의 배우 정준교.
- 1987년
  - 대한민국의 배우 김민선.
  - 일본의 카누 선수 하네다 다쿠야.
- 1988년
  - 일본의 피겨 스케이팅 선수 아사다 마이.
  - 대한민국의 쉐프 맹기용.
- 1989년 - 대한민국의 뮤지컬배우, 연극배우 허만.
- 1990년 - 미국의 쇼트트랙 선수 J. R. 셀스키.
- 1991년 - 미국의 힙합 가수 맨.
- 1992년
  - 대한민국의 아나운서 백다혜.
  - 일본의 가수 우메모토 마도카.
  - 일본의 성우 하시모토 치나미.
  - 일본의 축구 선수 오시마 마리카.
  - 노르웨이 스피드스케이팅 선수 스베레 룬데 페데르센.
- 1993년
  - 대한민국의 가수 박다영.
  - 대한민국의 가수 임준혁.
  - 일본의 성우 마츠다 사츠미.
  - 일본의 가수 아비루 리호.
  - 태국의 역도 선수 시리풋 꾼노이.
- 1994년
  - 스웨덴의 축구 선수 빅토르 린델뢰프.
  - 프랑스의 축구 선수 뱅자맹 멘디.
  - 대한민국의 야구 선수 이우성.
- 1996년
  - 대한민국의 배우 서지혜.
  - 대한민국의 래퍼 원우 (세븐틴).
  - 대한민국의 가수 한겸.
  - 대한민국의 아나운서 정영한.
- 1998년 - 대한민국의 리그 오브 레전드 프로게이머 스카이.
- 1999년 - 대한민국의 리그 오브 레전드 프로게이머 너구리.
- 2000년
  - 일본의 스피드스케이팅 선수 모리시게 와타루.
  - 중국의 가수 및 무용가 간왕씽.
- 2001년
  - 대한민국의 뮤지컬 배우 박선우.
  - 일본의 가수 이노우에 레이.

## 사망
- 1762년 - 러시아 제국 로마노프가의 7번째 군주 표트르 3세. (1728년~)
- 1790년 - 영국의 경제학자 애덤 스미스. (1723년~)
- 1912년 - 프랑스의 수학자 앙리 푸앵카레. (1854년~)
- 1918년
  - 러시아 제국 로마노프가의 18번째 군주이자 마지막 황제 니콜라이 2세. (1868년~)
  - 러시아 제국의 마지막 황후 알렉산드라 표도로브나. (1872년~)
  - 니콜라이 2세의 장남이자 러시아의 마지막 황태자 알렉세이 니콜라예비치 황태자. (1904년~)
- 1928년 - 멕시코의 전 대통령 알바로 오브레곤. (1880년~)
- 1935년 - 중국의 작곡가 녜얼. (1912년~)
- 1944년 - 미국의 수학자이자 인류학자 윌리엄 제임스 사이디스. (1898년~)
- 1946년 - 독일의 원수 에른스트 부슈. (1885년~)
- 1946년 - 세르비아의 원수 드라자 미하일로비치. (1893년~)
- 1959년 - 미국의 싱어송라이터이자 배우 빌리 홀리데이. (1915년~)
- 1967년 - 미국의 색소폰연주자이자 작곡가 존 콜트레인. (1926년~)
- 1984년 - 일본의 가수이자 배우 이시하라 유지로. (1934년~)
- 2001년 - 미국의 언론인 캐서린 그레이엄. (1917년~)
- 2005년 - 영국의 전 총리 에드워드 히스. (1916년~)
- 2009년 - 미국의 언론인이자 배우 월터 크롱카이트. (1916년~)
- 2011년
  - 일본의 음악가 사와다 타이지 (X JAPAN). (1966년~)
  - 일본의 축구인 모리 다카지. (1943년~)
- 2014년 - 미국의 가수이자 배우 일레인 스트리치. (1925년~)
- 2015년 - 프랑스의 자동차 경주 선수 쥘 비앙키. (1989년~)
- 2020년
  - 프랑스의 가수 지지 장메르. (1924년~)
  - 영국의 신학자 제임스 패커. (1926년~)
  - 미국의 정치인 존 루이스. (1940년~)
- 2021년 - 스페인의 영화배우 필라르 바르뎀. (1939년~)
- 2022년 - 대한민국의 군인 김종곤. (1930년~)
- 2024년
  - 대한민국의 정치인 김현욱. (1939년~)
  - 홍콩의 영화배우 정페이페이. (1946년~)
- 2025년
  - 뉴질랜드의 가수 다프네 워커. (1930년~)
  - 오스트리아의 스카이다이버 펠릭스 바움가르트너. (1969년~)

## 기념일
- 제헌절: 대한민국의 국경일이나, 2008년부터 공휴일에서 폐지.
- 국제형사사법정의의날(영어판)
- 국왕탄신일(영어판): 레소토
- 독립기념일: 슬로바키아

## 같이 보기
- 전날: 7월 16일 다음날: 7월 18일 - 전달: 6월 17일 다음달: 8월 17일
- 음력: 7월 17일
- 모두 보기